# Dagsnäs slott
Dagsnäs slott ligger i Västergötland, cirka 9 kilometer söder om Skara vid Hornborgasjön, i Bjärka socken, Skara kommun.

## Historia
Dagsnäs har mycket gamla anor och tillhörde på 1400-talet ätten Gumsehuvud. Det gick därefter i arv inom ätterna Thott, Soop, Kafle och Uggla innan det 1762 inköptes av fornforskaren och mecenaten Per Tham, i vars släkt det förblev fram till 1864. Under de följande tjugo åren innehades godset av Johan Mauritz Arnqvist (1823–1894) svensk militär och godsägare. Under Per Thams tid blev slottet ett kulturcentrum i Västergötland och han lät hämta fyra runstenar till Dagsnäs (VG 59, 67, 184 samt 186). 1772–82 uppfördes den nuvarande huvudbyggnaden i sten. 
Slottet fick sitt nuvarande utseende vid en ombyggnad 1874 på uppdrag av Arnqvist efter ritningar av arkitekten Helgo Zettervall. Egendomen omfattar totalt 2 400 hektar. Ägare under 1800–2010 var släktena Ekberg, Häggström samt senare de Gré-Dejestam.

### Bilder

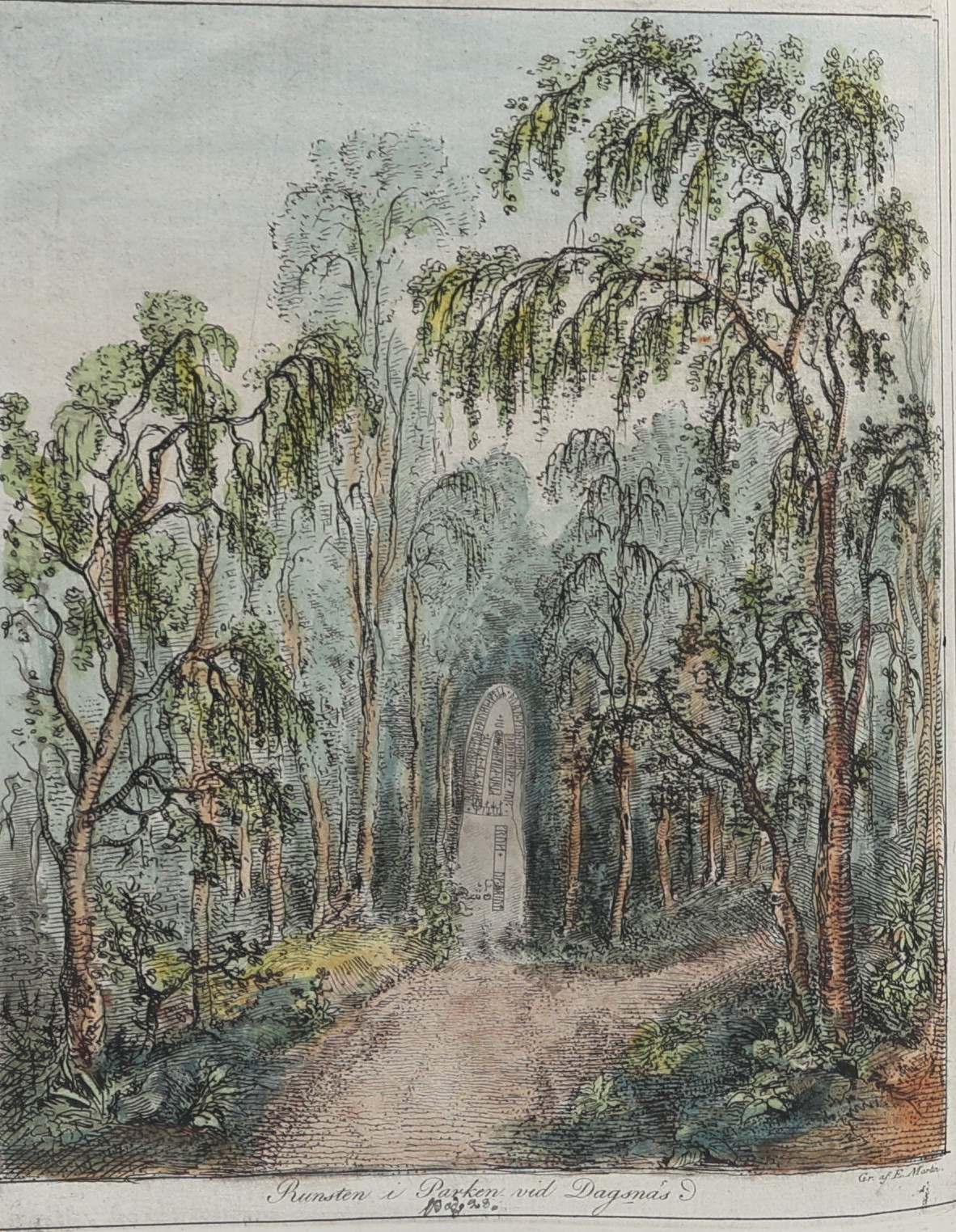
Runstenen Vg 67 avbildad i Dagsnäs park ca 1800 av Elias Martin.